# Gruids
Gruids is een dorp ongeveer 3 kilometer ten zuidwesten van Lairg in de Schotse lieutenancy Sutherland in het raadsgebied Highland.